# Palác Linlithgow

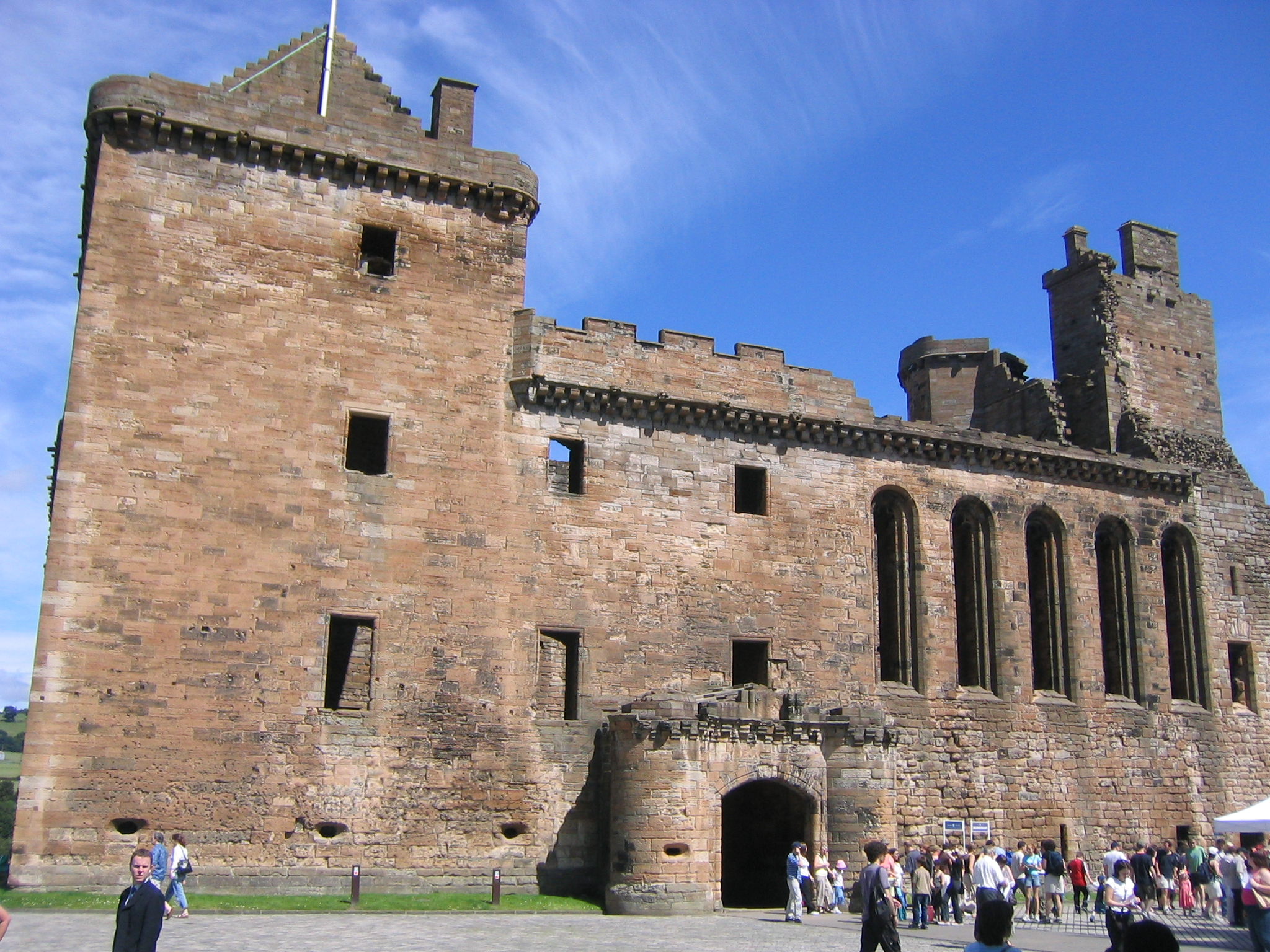
Jižní strana Linlithgow Palace

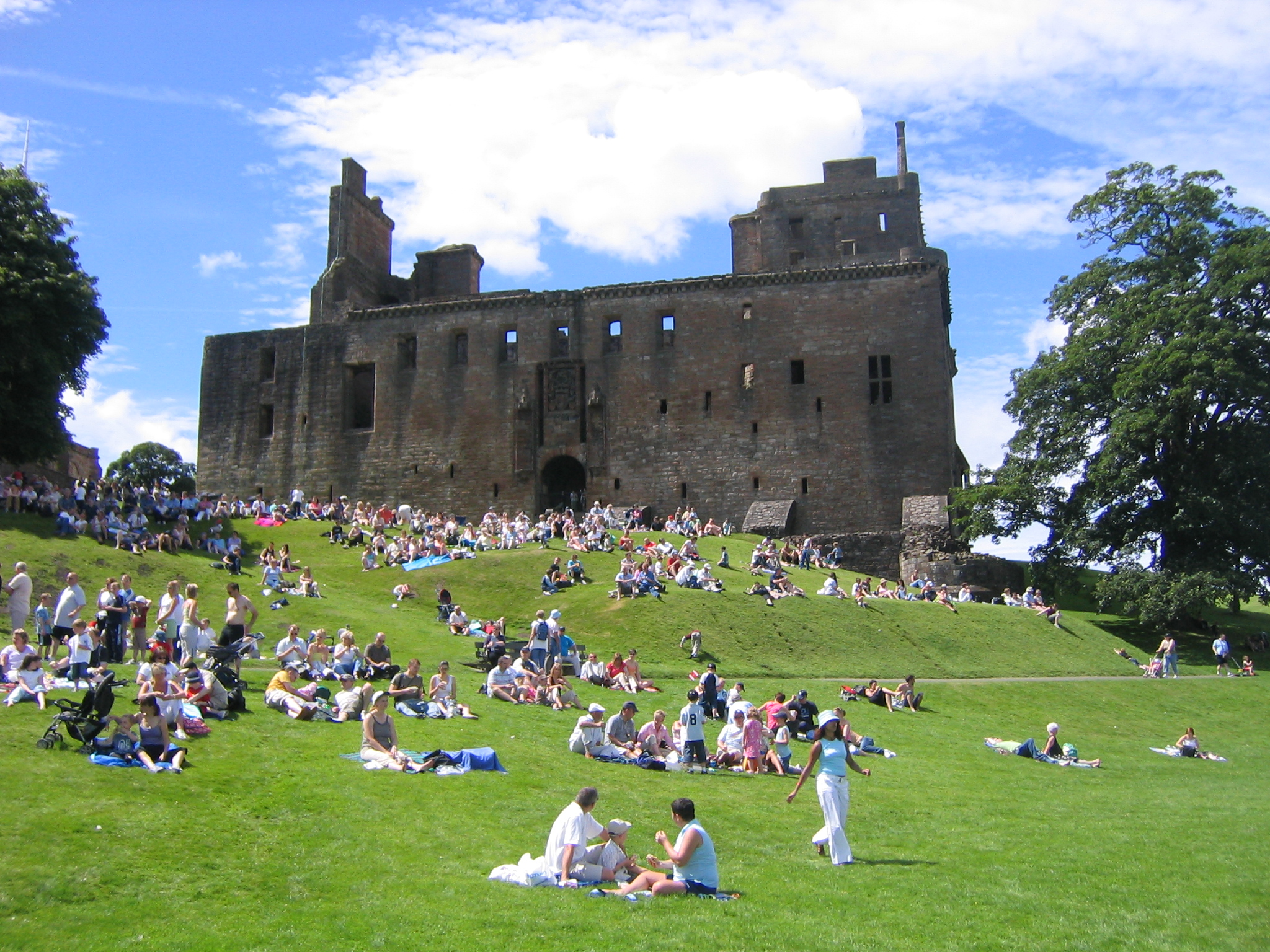
Linlithgow Palace ze západu

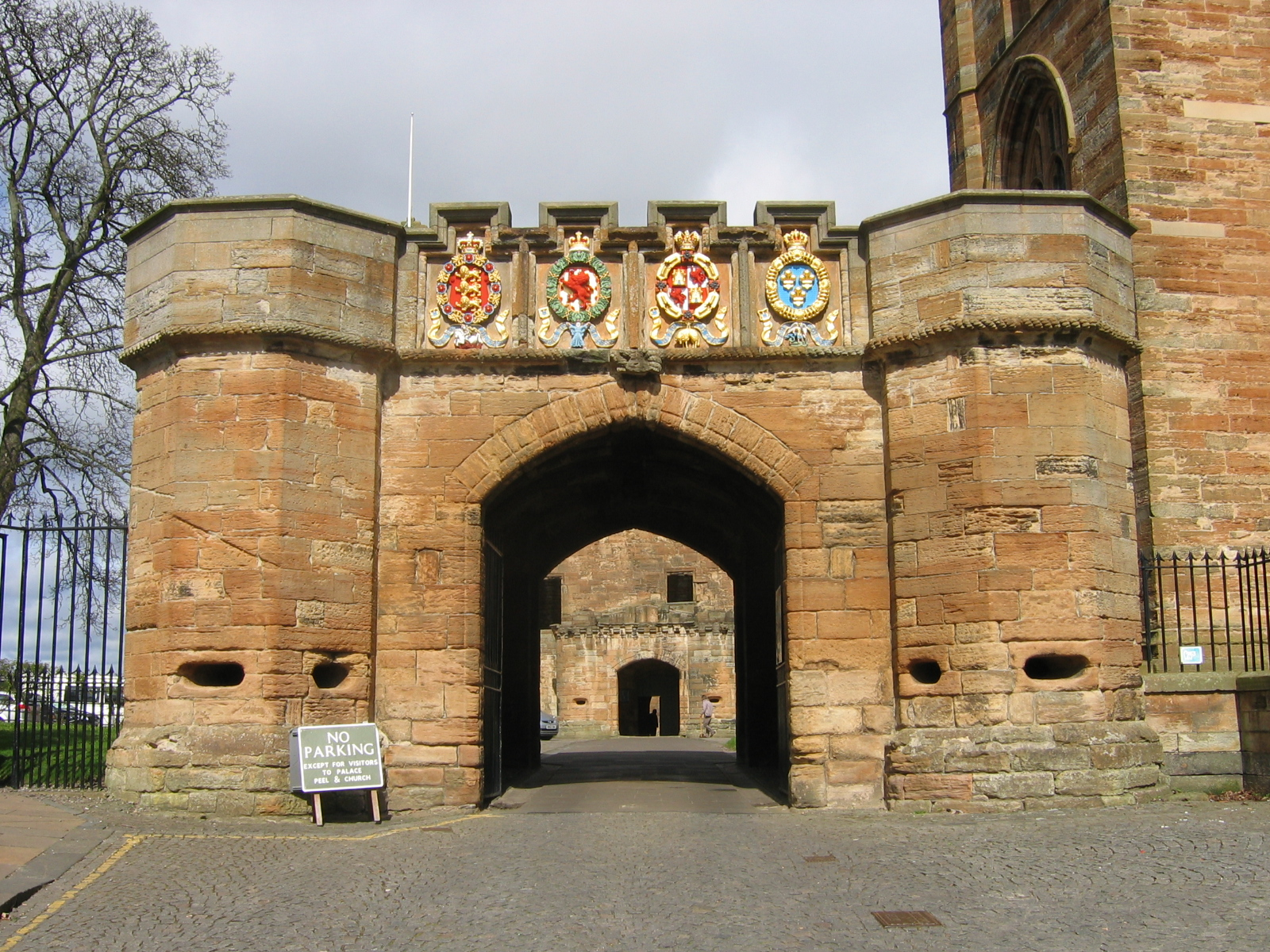
Vnější brána paláce

Ruiny Linlithgow Palace se nacházejí ve skotském městě Linlithgow, v kraji Západní Lothian, 24 km západně od Edinburghu. Ve 12. století tu existovala královské sídlo . To bylo ve 14. století vystřídáno opevněním, které vystavěla anglická armáda krále Eduarda I. Poloha sídla z něj učinila ideální vojenskou základnu chránící zásobovací cesty mezi edinburským hradem a hradem Stirling.

## Historie
V roce 1424 bylo město Linlithgow částečně zničeno velkým požárem . Skotský král Jakub I. začal hrad přestavovat na velkou rezidenci skotské koruny. V následujícím století byl hrad přestavován za Jakuba III., Jakuba IV. a Jakuba V., který se zde narodil v dubnu 1512. Ten nechal přistavět vnější bránu a fontánu na nádvoří. V prosinci 1542 se tu narodila také budoucí skotská královna Marie Stuartovna , která se zde příležitostně zdržovala v době své vlády. Po spojení skotského a anglického království pod Jakubem I. Stuartem v  roce 1603 se královský dvůr přestěhoval do Anglie a hrad Linlithgow se používal jen velmi málo. I když král Jakub v letech 1618 – 1622 přestavěl severní část hradu, jediný vládnoucí panovník, který od té doby pobýval v Linlithgow, byl král Karel I. Stuart, který tu strávil jednu noc v roce 1633.
Labutí písní hradu se stalo září 1745, kdy Linlithgow navštívil “Bonnie princ Charlie“ Karel Eduard Stuart během svého pochodu na jih, ale nepřenocoval tu. Říká se, že na jeho počest z fontány teklo víno . Vojsko vévody z Cumberlandu vypálilo většinu hradních budov v lednu 1746.

## Současnost
Hrad byl zrekonstruován na začátku 19. století a v současnosti ho spravuje organizace Historic Scotland. Hrad je otevřený pro veřejnost po celý rok. V létě je přístupný i přilehlý farní kostel sv. Michala z 15. století. Obě stavby patří mezi nejkrásnější středověké památky Skotska.